# S1000D
ASD S1000D (ранее AECMA S1000D) — спецификация на выпуск технической документации с использованием общей базы модулей данных. 
Спецификация разработана и сопровождается экспертами из заинтересованных организаций оборонно-промышленного комплекса Европы, США и др. Основными спонсорами разработки спецификации являются  три организации:
- Aerospace and Defence Industries Association of Europe (ASD)
- Aerospace Industries Association (AIA)
- Airlines for America (A4A)

Спецификация регламентирует состав и структуру данных для формирования конструкторских и иных технических документов и информационных наборов (технических публикаций), а также определяет требования к их представлению в странично-ориентированном виде и в форме интерактивных электронных технических руководств. Изначально, этот стандарт использовался в авиастроении, теперь он применяется для многих отраслей промышленности.
S1000D основана на технологии XML. Схемы данных, используемые в спецификации подробно описаны и доступны бесплатно.